# Fundación Progreso y Salud
La Fundación Progreso y Salud, organización sin ánimo de lucro perteneciente a la Consejería de Salud y Consumo de la Junta de Andalucía, es la entidad central de apoyo y gestión de la investigación del Sistema Sanitario Público Andaluz, teniendo como principal objetivo, impulsar de forma efectiva la investigación e innovación en Salud en la comunidad autónoma de Andalucía.
La articulación de la investigación biomédica en el Sistema Sanitario Público andaluz confiere a la Fundación Progreso y Salud -en coordinación con las estructuras locales existentes- un papel facilitador, de apoyo, soporte, y puesta en común de servicios a los centros y grupos de investigación a lo largo de todo el proceso científico: desde el desarrollo de los recursos necesarios (infraestructuras, financiación, desarrollo y movilidad del talento…) a la puesta en marcha y realización efectiva de la producción científica (en metodología, gestión, etc.), hasta la transferencia de los resultados de las investigaciones a la industria y, tras ella, a la sociedad. Así mismo, la Fundación Progreso y Salud asume la gestión directa de proyectos estratégicos de la Consejería de Salud en este campo.
Mediante la puesta en común, para todos los centros e investigadores, de información, servicios y herramientas para la gestión, desarrollo y transferencia de la producción científica en Salud, la Fundación Progreso y Salud se convierte en un elemento vertebrador para la investigación biomédica en el Sistema Sanitario Público de Andalucía.
La Fundación Progreso y Salud tiene su razón de ser en aportar valor al proceso investigador en su triple perspectiva: el desarrollo de recursos, el desarrollo de la producción científica y la transferencia de los resultados obtenidos.

## Funciones principales
- Fomentar el desarrollo y la consolidación de estructuras para la investigación en salud y su transferencia, en consonancia con la planificación sanitaria andaluza en cuanto al conocimiento y resolución de los principales problemas de salud que afectan a los ciudadanos.
- Gestionar de forma directa proyectos de investigación de importancia estratégica para la Consejería de Salud y Consumo de la Junta de Andalucía, tales como el Biobanco Andaluz, o el Centro Andaluz de Biología Molecular y Medicina Regenerativa (CABIMER).
- Potenciar la financiación de la investigación mediante programas directos, así como facilitando el acceso, información y gestión de ayudas convocadas tanto por organismos públicos (en los ámbitos autonómico, nacional y europeo) como por entidades privadas.
- Fomentar el desarrollo, la movilidad y la interconexión del talento y la creatividad tanto en el ámbito internacional como en el intersectorial.
- Elaborar y difundir información sobre las infraestructuras dedicadas a la investigación biosanitaria del Sistema Sanitario Público andaluz, y promover la concesión de las instalaciones y los nuevos equipamientos necesarios.
- Proporcionar a los investigadores acceso a los sistemas apoyo metodológico, técnico y documental, así como a los equipos de trabajo científico vinculados a su actividad científica y desarrollo profesional.
- Gestionar el conocimiento científico mediante el desarrollo de espacios de encuentro y comunicación reales y virtuales entre investigadores.
- Apoyar la creación y desarrollo de estructuras que garanticen la protección y la transferencia de los resultados de las investigaciones a la industria biotecnológica, prioritariamente andaluza, como paso clave para la incorporación de terapias innovadoras a la práctica clínica.